# إتيكسبرراي

شعار البلدية

بلدية إتيكسبرراي (بالإسبانية: Etxebarri)‏ هي بلدية تقع في مقاطعة بيسكاي, التي تقع في منطقة الباسك شمالي إسبانيا.

## وصلات خارجية
- (بالإسبانية)